# Тіллменс-Корнер
Тіллменс-Корнер (англ. Tillmans Corner) — переписна місцевість (CDP) в США, в окрузі Мобіл штату Алабама. Населення — 17 731 особа (2020).

## Географія
Тіллменс-Корнер розташований за координатами 30°34′54″ пн. ш. 88°12′46″ зх. д. / 30.58167° пн. ш. 88.21278° зх. д. (30.581533, -88.212780). За даними Бюро перепису населення США в 2010 році переписна місцевість мала площу 33,70 км², з яких 33,60 км² — суходіл та 0,09 км² — водойми.

## Демографія
Згідно з переписом 2010 року, у переписній місцевості мешкало 17 398 осіб у 6604 домогосподарствах у складі 4690 родин. Густота населення становила 516 осіб/км². Було 7109 помешкань (211/км²).
Расовий склад населення:
| - 82,2 % — білих - 11,4 % — чорних або афроамериканців - 2,1 % — азіатів - 0,6 % — корінних американців - 0,1 % — вихідців з тихоокеанських островів - 1,6 % — осіб інших рас |

До двох чи більше рас належало 1,9 %. Частка іспаномовних становила 3,8 % від усіх жителів.
За віковим діапазоном населення розподілялося таким чином: 25,6 % — особи молодші 18 років, 61,8 % — особи у віці 18—64 років, 12,6 % — особи у віці 65 років та старші. Медіана віку мешканця становила 36,1 року. На 100 осіб жіночої статі у переписній місцевості припадало 95,5 чоловіків; на 100 жінок у віці від 18 років та старших — 92,0 чоловіків також старших 18 років.
Середній дохід на одне домашнє господарство становив 55 819 доларів США (медіана — 48 290), а середній дохід на одну сім'ю — 61 313 долари (медіана — 53 413). Медіана доходів становила 48 469 доларів для чоловіків та 29 245 доларів для жінок. За межею бідності перебувало 17,7 % осіб, у тому числі 26,4 % дітей у віці до 18 років та 7,4 % осіб у віці 65 років та старших.
Цивільне працевлаштоване населення становило 7922 особи. Основні галузі зайнятості: роздрібна торгівля — 14,9 %, виробництво — 14,2 %, освіта, охорона здоров'я та соціальна допомога — 13,3 %.